# Schloss Rammelsberg

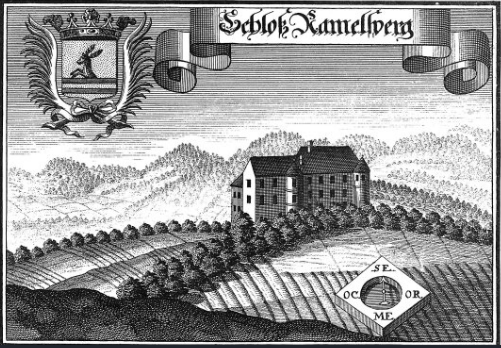
Schloss Rammelsberg nach einem Stich von Michael Wening um 1726

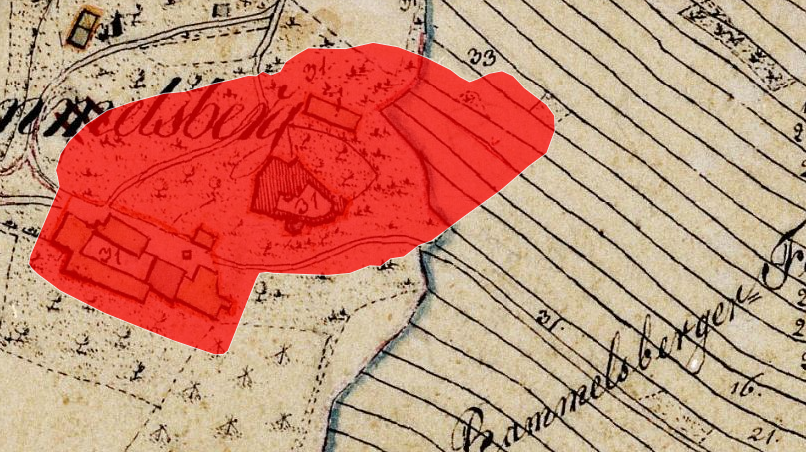
Lageplan von Schloss Rammelsberg auf dem Urkataster von Bayern

Das abgegangene Schloss Rammelsberg (auch Rammelsburg oder Ramelsberg genannt) befindet sich in Rammelsberg, heute einem Gemeindeteil der niederbayerischen Marktgemeinde Schönberg im  Landkreis Freyung-Grafenau. Das denkmalgeschützte Gebäude ist als Baudenkmal unter der Aktennummer D-2-72-147-40 eingetragen. Das Gebäude ist auch als Bodendenkmal mit der Aktennummer D-2-7145-0001 und der Beschreibung „untertägige Befunde der abgegangenen mittelalterlichen Burg und des abgegangenen frühneuzeitlichen Schlosses Rammelsberg mit zugehöriger Schlossökonomie“ verzeichnet.

## Baulichkeit
Ein Stich von Michael Wening um 1726 zeigt einen gedrungenen dreigeschossigen Schlossbau, der teils mit einem Satteldach, teils einem Walmdach bedeckt ist. Dieses Schloss wurde 1648 im Dreißigjährigen Krieg beschädigt, anschließend aber wieder errichtet; nach einem Brand zu Ostern 1700 wurde es nochmals neu aufgebaut. Das Gebäude besaß einen Eckturm und einen Turm in der Mitte. Wening beschreibt das Schloss als ein „ganz altes, weitsichtiges Gebäu von zwei Gaden, mit einem kleinen Vorhof und Graben“. An der Südostseite stand ein mittelalterlicher, zweistöckiger Rundturm aus Bruchsteinen. Das Obergeschoss des Turmes diente lange Zeit als Kapelle. Daran schloss sich ein höheres Hauptgebäude an.
Die Reste des ehemaligen Schlosses Rammelsberg liegen auf einem Bergrücken südwestlich von Schönberg über dem Tal der Mitternacher Ohe. Erhalten hat sich nordwestlich des Burgkegels mit einem Rundturmstumpf (dieser ist der Rest der mittelalterlichen Burg) ein Grabenstück mit vorgelagertem Wall. Auch im Osten und Nordosten sind Reste dieses Walles vorhanden. Im Süden des ehemaligen Schlosses sind Reste der aus Bruchstein gefertigten Ringmauer vorhanden. Diese Teilstücke bildeten einst eine geschlossene Graben-Wall-Abriegelung nach drei Seiten, nur im Süden war diese wegen des Steilabhangs nicht notwendig. Ebenso sind noch mittelalterliche Kelleranlagen vorhanden. Die ehemalige neugotische und 1652 erwähnte Schlosskapelle St. Anna ist jetzt profaniert. Der ehemalige Bergfried musste im 20. Jahrhundert wegen Einsturzgefahr abgebrochen werden. Er ist noch auf dem Firmenlogo der Schlosskellerei Ramelsberg abgebildet. 1810 wurden für das dazugehörende Brauhaus ein Märzenkeller gebaut, das Brauhaus erweitert und ein Hopfengarten angelegt.

## Geschichte
Die Erbauer des Schlosses sind unbekannt, es war aber ein typischer Ministerialensitz der Grafen von Hals. Es wird vermutet, dass der 1248 erwähnte „Engilbertus de Rehovinsperg“ als Lehensnehmer der Grafen von Hals oder seine Vorfahren als Erbauer in Frage kommen. Als Zeuge tritt im Jahr 1267 Fridericus de Ramelsberg im Kloster Niederaltaich auf. In verschiedenen Urkunden aus dem 13. bis 17. Jahrhundert erscheinen immer wieder niederbayerische Kleinadelsfamilien als Hofmarksherrn, wie die Buchberger (Puchberger), Auer, Wenger, Pfaffer (Pfahler) oder seit 1572 die Tenger (Dengler) von Ried. 1721 folgte das Freiherrngeschlecht Drexel. Ulrich Baron von Drexel erhielt die Hofmark auf dem Heiratsweg von seiner Ehefrau Freiin Maria Franziska von Tengler. 1748 vermählte sich die Erbtochter Maria Genoveva von Drexel mit Johann Baptist Valentin von Weickel; dieser war ein bayrischer Infanterieoffizier, stammte aus einer lothringischen Familie und war später Stadtkommandant von Straubing, er schrieb sich später Vequel. Die Hofmarksuntertanen verdeutschten den Namen ihrer neuen Herrschaft zu „Weckl“ oder „Wöckl“ und nannten die Schlossherrin „die Böse Wecklin“, um die sich verschiedene Sagen ranken.
1826 wurde das Schloss verkauft. Am 27. Juni 1830 brannten das Schloss und das Bräuhaus durch einen Blitzschlag ab, der Besitz wurde in der Folge zerschlagen. 1910	wurde die  Schlosskellerei auf dem Burggelände errichtet, in der heute eine Bärwurzbrennerei betrieben wird.

## Trivia
Um die Maria Genoveva von Drexel, verh. Vequel, im Volksmund die „Wöcklin von Ramelsberg“ genannt, ranken sich zahlreiche Geschichten und Sagen. Hintergrund ist, dass ihr Gatte als Stadtkommandant von Straubing meist abwesend war und sich die Wecklin auf ihren Gütern durch große Strenge Respekt zu verschaffen suchte.
Dass sie mit dem Teufel im Bunde stand, zeigte sich nach ihrem Tod: Als man die Wöcklin in ihrem Sarg zum Schlosstor zu ihrem Begräbnis nach Schönberg hinaustrug, war der Sarg so schwer wie Blei, so dass sechs starke Männer ihn kaum tragen konnten. Dann stürzten sich von einer großen Linde kreischende Raben herunter und ließen sich auf dem Sarg nieder. Und auf einmal war der Sarg so leicht, dass die Träger meinten, er wäre leer. Die Bevölkerung jedoch glaubte, der Teufel habe in Gestalt der Raben die Wecklin geholt.
Schon einen Tag nach ihrem Begräbnis sah man sie im Stall bei den Schweinen sitzen und mit diesen aus deren Trog essen. Damit rächte sich, dass sie zu ihren Lebzeiten, wenn Arme kamen und etwas von den Überresten der reichen Tafel erbaten, den Dienern befohlen hatte, die Speisereste den Schweinen vorzuwerfen. Angeblich ließ ihr Gemahl nun im Stall einen kostbaren Trog aufstellen und immer wieder mit köstlichen Sachen füllen. Sie aber saß immer unter den Schweinen.
Ein Einsiedler, nach anderen Erzählungen auch der Papst, verbannte sie schließlich in den Rachelsee, wo verirrte Hirten sie weinend am Ufer sitzend erblickten. Dennoch sahen nächtliche Wanderer sie auch auf goldenen Pantoffeln dem Rammelsberg zufliegen oder zu nächtlicher Stunde Wäsche aufhängen.
Die Wöcklin kommt auch in dem Roman „Der wilde Eisengrein: Ein Gerücht aus den Lusenwäldern“ von Hans Watzlik vor; in diesem ist die „Hexe Wöcklin“ die Gegenspielerin des Stierhüters von Grafenau, der wilde Eisengrein.